# John Vane
John Robert Vane (ur. 29 marca 1927 w Tardebigge, zm. 19 listopada 2004 w Farnborough) – brytyjski farmakolog, laureat Nagrody Nobla w dziedzinie medycyny w 1982 roku.

## Życiorys
Był synem imigranta z Rosji, Maurice'a Vane'a oraz jego żony Frances, pochodzącej z rolniczej rodziny z Worcestershire. W 1944 podjął studia chemiczne na Uniwersytecie w Birmingham. Wśród jego wykładowców był Maurice Stacey, którego rekomendacja pozwoliła Vane'owi kontynuować edukację w zespole farmakologa Joshua Burna na Uniwersytecie Oksfordzkim gdzie, w 1953, uzyskał stopień doktora. 
W latach 1953–1955 pracował na Wydziale Farmakologii Uniwersytetu Yale. Po powrocie do Anglii został zatrudniony w Instytucie Podstawowych Nauk Medycznych Uniwersytetu Londyńskiego. W latach 1961–1973 był profesorem Royal College of Surgeons tej uczelni. W 1973 objął stanowisko dyrektora naukowego laboratoriów badawczych Fundacji Wellcome w Beckenham.
Vane w swoich pracach wykazał, że aspiryna hamuje tworzenie się prostaglandyn związanych z bólem, gorączką i stanami zapalnymi, co wyjaśniło na poziomie fizjologicznym, skuteczność tego leku. Był także współodkrywcą prostacykliny (hormonu naczyniowego), który rozszerza najmniejsze naczynia krwionośne i, w przeciwieństwie do niektórych innych prostaglandyn, hamuje tworzenie się płytek krwi, powodujących jej krzepnięcie. 
W 1982 przyznano mu Nagrodę Nobla za badania nad prostaglandynami i pokrewnymi substancjami czynnymi biologicznie. Wraz z Vane'em nagrodę otrzymali Szwedzi Sune Bergström i Bengt Samuelsson. Był też laureatem Nagrody Laskera (1977), Medalu Królewskiego (1989). W 1984 otrzymał tytuł szlachecki. 
Wśród towarzystw naukowych, które wybrały go do swojego grona, znalazły się londyńskie Royal Society oraz polskie PAN i PAU.